# Silva (Guanajuato)
Silva es una localidad del estado mexicano de Guanajuato. Es parte del municipio de San Francisco del Rincón.

## Demografía
| Gráfica de evolución demográfica |
|                                  |

| Censo | Población |
| ----- | --------- |
| 1940  | 161       |
| 1950  | 268       |
| 1960  | 385       |
| 1970  | 548       |
| 1980  | 667       |
| 1990  | 895       |
| 2000  | 861       |
| 2010  | 1 014     |
| 2020  | 1 209     |